# Barrie-James O'Neill
Barrie-James O'Neill (nascido a 20 de dezembro de 1987) é um cantor e compositor escocês de Glasgow, Escócia O'Neill começou a compôr música aos 14 anos. A 1 de fevereiro de 2014, enquanto fundador da banda Kassidy, O'Neill deixou a banda e mudou-se para Los Angeles, onde adotou o nome artístico de "Nightmare Boy" enquanto artista a solo. Ele lançou dois singles e um EP. A 8 de abril de 2016, O'Neill lançou o seu álbum de estreia Cold Coffee, que incluía os singles oficiais "Angel Tears", "Way Over My Head" e "Night Burns".
Barrie-James O'Neill é publicado pela BMG Music Publishing em todo o mundo.

## Carreira
Durante o seu tempo em Los Angeles, Califórnia, em 2013, O'Neill trabalhou em projetos variados, incluindo num dueto colaborativo com Lana Del Rey na canção "Summer Wine", que ficou famosa pelas vozes de Lee Hazlewood e Nancy Sinatra.
O primeiro single promocional de O'Neill, "Mary", foi lançado a 17 de fevereiro de 2014. O videoclipe foi lançado a 31 de outubro de 2013.
O videoclipe de "Chivalry Is Alive And Well And Living In Glasgow" foi lançado a 27 de janeiro de 2015. A 16 de março de 2015, "Chivalry Is Alive And Well And Living In Glasgow" foi lançada como um single promocional de "Hate" (2015). A 24 de março, O'Neill lançou online a EP de quatro faixas Hate. A 8 de maio de 2014, O'Neill anunciou planos de lançar um curta-metragem intitulado SCUMBaG. Foi filmado no final de 2013 ao início de 2014, dirigido por Joe Rubalcaba. A curta-metragem estreou a 8 de maio de 2015.
A 22 de setembro de 2015, Riverside foi lançado online, com vocais de Lana Del Rey.
Seu álbum de estreia, intitulado Cold Coffee, foi lançado mundialmente a 8 de abril de 2016, com 78.900 cópias vendidas na sua primeira semana. Nos dias 4 e 10 de abril, foram lançados os singles "Way Over My Head" e "Night Burns", respetivamente.
Em 2020, os perfis de O'Neill nas plataformas de streaming de música e redes sociais foram ajustados para refletir o nome artístico simplificado "Barrie-James". O segundo álbum de Barrie-James, 'Psychedelic Soup', foi lançado em 2020 pela First Run Records.

## Discografia

### Álbuns de estúdio
- Psychedelic Soup (lançamento: 8 de maio de 2020)
- Cold Coffee (lançamento: 8 de abril de 2016)

### EPs
| Título            | Detalhes                                                                                 |
| ----------------- | ---------------------------------------------------------------------------------------- |
| Mary / Par ^ noid | - Lançado: 17 de fevereiro de 2014 - Editora: Bigger Splash - Formatos: download digital |
| Hate              | - Lançado: 24 de março de 2015 - Editora: Acid Bird - Formatos: download digital         |